# 五点斑鲆
五点斑鲆（学名：Pseudorhombus quinquocellatus）。又名五目斑鮃，为牙鲆科斑鲆属的鱼类，俗名五斑扁鱼。分布于南达印度尼西亚及泰国等处以及海南岛、两广及台湾等海域等，属于热带及亚热带底层海鱼。该物种的模式产地在印度尼西亚马都拉海峡等。
五点斑鲆的两只眼睛全部位于头的左侧，它能够达到约20厘米长，体面呈褐色，有眼睛的一侧身上有五个深色的环。